# خاندان خوانساری
خاندان خوانساری یکی از خاندان‌های بزرگ شیعی ایرانی است که نسب این سلسله به عبدالله بن موسی و در نهایت به حسین بن علی می رسد. سید ابوالقاسم خوانساری (میرکبیر) و سید هاشم موسوی خوانساری از افراد سرشناس این خاندان هستند. این خاندان در دوره معاصر، نقش مهمی در اوضاع سیاسی و اجتماعی ایران داشته است.
شجره خاندانهای علمی «غضنفری خوانساری، روضاتی خوانساری، چهارسوقی خوانساری، کاظمینی خوانساری، قدوسی خوانساری، اسدی خوانساری و فقیه موسوی گلپایگانی» از جناب «سید زین‌العابدین سلطان بن سید ابراهیم» با هم مشترک است.

## شجره نامه

### شجره نامه میرزاسید محمدتقی غضنفری
«المیرزا سید محمدتقی غضنفری بن العالم الکامل الزکی سید هاشم بن سید میر محمد بن سید میرباقر بن سید حسین بن سید حسن بن سید حسین بن سید میر غضنفر بن سید علی بن سید محمود بن سید کمال الدین بن سید شهسوار بن سید شریف الدین بن سید سلیمان بن سید سلمان بن سید شرف بن سید ذوالفقار بن سید زین‌العابدین سلطان بن سید ابراهیم بن سید کریم‌الدین بن سید رکن‌الدین ملک بن سید زین‌الدین بن سید صالح القصیر بن سید محمد بن سید محمود بن سید حسین بن سید حسن بن سید احمد بن سید صالح القصیر بن سید ابراهیم بن سید عیسی بن سید حسن بن سید یحیی بن سید ابراهیم بن سید حسن بن سید عبدالله العوکلانی بن الامام موسی کاظم» 

## علمای این خاندان
- سید ابوالقاسم خوانساری (میرکبیر)
- سید ابوالقاسم خوانساری (میرصغیر) (جد سید محمد باقر خوانساری صاحب کتاب روضات الجنات  و سید محمدهاشم چهارسوقی خوانساری مولف کتاب مبانی الاصول و سیدمحمدتقی خوانساری صاحب قضیه نماز باران )
- سید حسن خوانساری (جد سید ابوتراب خوانساری و سید احمد خوانساری)
- سید محمد مهدی موسوی خوانساری (صاحب  رساله ابوبصیر که کتابی است در علم رجال)
- سید محمد باقر خوانساری
- سید محمدهاشم خوانساری
- سید هاشم موسوی خوانساری (جد آیات غضنفری خوانساری)[۶]
- سید محمدتقی خوانساری
- سید محمدتقی غضنفری خوانساری
- سید احمد خوانساری
- سید محمدرضا گلپایگانی

## تبارشناسی

### فرزندان میرکبیر
- میرکبیر پنج فرزند به نامهای حسین (درگذشته ۱۱۹۱ ق)، علی، حسن، محمد و محمدتقی داشت.
- از فرزندان حسین می‌توان به ابوالقاسم (سید ابوالقاسم خوانساری (میرصغیر)، درگذشته ۱۲۴۰ ق) و حسن (درگذشته ۱۲۱۰ ق) اشاره نمود.
- سید ابوالقاسم خوانساری (میرصغیر) پسرانی به نام زین‌العابدین (درگذشته ۱۲۷۵ ق) و حسین (درگذشته؟ ق) داشت.
- حسین بن ابوالقاسم جعفر پسری به نام اسدالله (درگذشته؟ ق) و اسدالله بن حسین پسری به نام محمدتقی (سید محمدتقی خوانساری، درگذشته ۱۳۷۱ ق) داشت.
- زین‌العابدین بن ابوالقاسم جعفر هم پسرانی (۸ پسر) به نام محمدباقر (سید محمدباقر خوانساری، درگذشته ۱۳۱۳ ق) صاحب روضات الجنات و محمدهاشم (سید محمدهاشم خوانساری صاحب مبانی الاصول، درگذشته ۱۳۱۸ ق) داشت.
- محمدباقر بن زین‌العابدین هم پسرانی (۸ پسر) به نام محمدمهدی (درگذشته ۱۳۲۴ ق)، میرزا احمد (درگذشته ۱۳۴۱ ق) و محمدمسیح روضاتی (درگذشته ۱۳۲۵ ق) داشت. محمدهاشم بن زین‌العابدین هم پسری به نام جمال‌الدین (درگذشته ۱۳۳۹ ق) داشت.
- محمدمسیح روضاتی پسرانی به نام سید حسن چهارسوقی روضاتی (درگذشته ۱۳۷۷ ق) و جلال‌الدین (درگذشته ۱۳۶۰ ق) داشت. جلال الدین بن محمدمسیح پسری به نام محمدهاشم (درگذشته ۱۳۵۶ ق) و محمدهاشم بن جلال‌الدین پسری به نام محمدعلی روضاتی (درگذشته ۱۴۳۳ ق) داشت که عالم، پژوهشگر، کتاب‌شناس، تبارشناس و تراجم نگار سده ۱۵ خورشیدی بود.[۷]
- محمدمهدی بن محمدباقر (صاحب روضات الجنات) پسرانی به نام محمدجعفر (درگذشته ۱۳۳۰ ق) و علی (درگذشته ۱۳۴۲ ق) داشت. علی بن محمدمهدی پسری به نام صدرالدین (درگذشته ۱۳۹۲ ق) و صدرالدین بن علی پسری به نام رضا (درگذشته ۱۴۰۶ ق) داشت و رضا بن صدرالدین پسری به نام سید احمد روضاتی (متولد ۱۳۸۶ ق و صاحب کتاب اجماعات فقها الامامیة) دارد.[۸]
- حسن (درگذشته ۱۲۱۰ ق) پسر حسین نیز پسرانی به نام محمدمهدی (درگذشته ۱۲۴۶ ق) و ابوالقاسم (درگذشته ۱۲۱۲ ق) داشت که علی (درگذشته ۱۲۳۱ یا ۱۲۳۸ ق) پسر ابوالقاسم بن حسن است. از پسران محمدمهدی بن حسن می‌توان از ابوالقاسم جعفر (درگذشته؟ ق)، جمال‌الدین (درگذشته حدود ۱۳۰۰ ق) و حسن (درگذشته؟ ق) معروف به میرزابابا نام برد.
- ابوالقاسم جعفر بن محمدمهدی پسرانی به نام عبدالعلی (درگذشته ۱۳۴۶ ق) معروف به ابوتراب و محمود (درگذشته؟ ق) داشت.
- به نظر می‌رسد سید ابوالقاسم خوانساری (ریاضی) (درگذشته ۱۳۸۰ قمری) از نوادگان ابوتراب باشد. [نیازمند منبع]
- سید هاشم موسوی خوانساری (درگذشته ۱۳۴۹ ق) فرزند سید میر محمد تنها یک فرزند پسر داشت به نام میرزا سید محمدتقی غضنفری خوانساری مؤسس و اقامه کننده نماز جمعه در خوانسار و سید محمد مهدی غضنفری و سید محمد هاشم غضنفری خوانساری فرزندان وی هستند.
- سید هادی غضنفری خوانساری مؤلف کتاب مصادر الاجتهاد و مبانی الاستنباط عندالامامیه و سید محسن غضنفری خوانساری فرزندان سید محمد هاشم غضنفری خوانساری هستند.
- میرزابابا پسری به نام یوسف (درگذشته ۱۳۱۲ ق) معروف به چهارسوقی و یوسف هم دو پسر به نامهای احمد (سید احمد خوانساری، درگذشته ۱۴۰۵ ق) و محمدحسن (درگذشته ۱۳۳۷ ق) داشت. احمد بن یوسف پسری به نام جعفر (سید جعفر خوانساری) داشت.